# Astragalus hintonii
Astragalus hintonii es una especie de planta del género Astragalus, de la familia de las leguminosas, orden Fabales.

## Distribución
Astragalus hintonii se distribuye por México.

## Taxonomía
Fue descrita científicamente por Barneby. Fue publicada en Mem. New York Bot. Gard. 13(1): 157 (1964).